# 门泽尔陨石坑

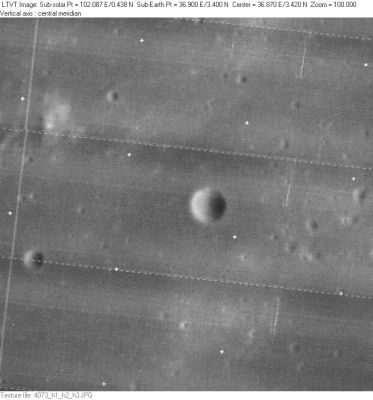
月球轨道器4号拍摄

门泽尔陨石坑（Menzel）是月球正面位于静海东南部的一座很小的撞击坑，其名称取自美国天文学家暨天体物理学家唐纳德·霍华德·门泽尔（Donald Howard Menzel，1901年-1976年），1979年被国际天文学联合会正式接受。

## 描述
该陨坑西南偏西靠近马斯基林陨石坑、西北偏西及西北分别毗邻瓦拉赫陨石坑和残损的阿耶波多陨石坑，策林格陨石坑和塞奇陨石坑位于它的东北和东南偏东、南面及西南分别横亘了碗状的李奇陨石坑和醒目的肯索里努斯陨石坑。门泽尔陨石坑的东面绵延着塞奇山脉，在它的后面坐落了丰富海，往东北则是位于静海东沿的和谐湾。该陨坑中心月面坐标为3°25′N 36°56′E / 3.41°N 36.94°E，直径3.44公里，深约0.604公里。
门泽尔陨石坑外观呈圆杯状，沿边缘没有覆盖明显的撞击坑，坑壁最大高出周边地形130米，内部容积约1.63公里3，形态特征隶属“ALC 型”（以该类陨石坑的典型代表—卫星坑“阿尔巴塔尼环形山 C”所命名）。陨坑西北有一座撞击坑环的遗迹外，北面和东面地表还分布有一些小的隆起，除此外，周边月海区中没有其它突出的地貌特征。
在1979年被国际天文学联合会正式命名前，该陨坑曾被称作卫星坑“马斯基林 FC”（所谓的“卫星坑标记法”：以所靠近的主坑名+字母来命名）。

## 另请参阅
- Andersson, L. E.; Whitaker, E. A. . NASA RP-1097. 1982.
- Blue, Jennifer. . USGS. July 25, 2007  [2007-08-05]. （原始内容存档于2019-12-05）.
- Bussey, B.; Spudis, P. . New York: Cambridge University Press. 2004. ISBN 978-0-521-81528-4.
- Cocks, Elijah E.; Cocks, Josiah C. . Tudor Publishers. 1995. ISBN 978-0-936389-27-1.
- McDowell, Jonathan. . Jonathan's Space Report. July 15, 2007  [2007-10-24]. （原始内容存档于2019-06-21）.
- Menzel, D. H.; Minnaert, M.; Levin, B.; Dollfus, A.; Bell, B. . Space Science Reviews. 1971, 12 (2): 136–186. Bibcode:1971SSRv...12..136M. doi:10.1007/BF00171763.
- Moore, Patrick. . Sterling Publishing Co. 2001. ISBN 978-0-304-35469-6.
- Price, Fred W. . Cambridge University Press. 1988. ISBN 978-0-521-33500-3.
- Rükl, Antonín. . Kalmbach Books. 1990. ISBN 978-0-913135-17-4.
- Webb, Rev. T. W.  6th revised. Dover. 1962. ISBN 978-0-486-20917-3.
- Whitaker, Ewen A. . Cambridge University Press. 1999. ISBN 978-0-521-62248-6.
- Wlasuk, Peter T. . Springer. 2000. ISBN 978-1-85233-193-1.

## 外面链接
- 月球数码摄影图集. （页面存档备份，存于）
- LAC-61 图中的门泽尔陨石坑. （页面存档备份，存于）
- 门泽尔陨石坑周边月面图. （页面存档备份，存于）
- AIC61D 图中的门泽尔陨石坑. （页面存档备份，存于）
- 门泽尔陨石坑周边地形图. （页面存档备份，存于）
- 维基月球环形山在线解说-门泽尔陨石坑. （页面存档备份，存于）
- Andersson, L.E., and E.A. Whitaker, 美国宇航局月球地名目录,美国宇航局参考出版物 1097, 1982年10月. （页面存档备份，存于）